# Cedillo del Condado
Cedillo del Condado – gmina w Hiszpanii, w prowincji Toledo, w Kastylii-La Mancha, o powierzchni 26,45 km². W 2011 roku gmina liczyła 3426 mieszkańców.